# جمال جمعه
جَمال جُمعه از شاعران نسل جوان عراق است.

## زندگینامه
جمال جمعه در بغداد زاده شده و تحصیلات عالی خود را در رشته ادبیات عرب به پایان رسانده است. وی در سال ۱۹۷۹ موفق به دریافت جایزه عربی بهترین کتاب کودکان شد و در سال ۱۹۸۳ به ناچار عراق را ترک گفت و از سال ۱۹۸۴ در دانمارک به سر می‌برد.

## آثار
آثار او عبارت‌ند از:
- الناسوت (به عربی 1987)
- رنگ‌آمیزی شهرها (به عربی 1990)
- دریای معطر (به عربی 1990)
- آقای زمین (به عربی 1980)
- کتاب کتاب (به عربی - دانمارکی 1990)